# Osly-Courtil
Osly-Courtil är en kommun i departementet Aisne i regionen Hauts-de-France i norra Frankrike. Kommunen ligger  i kantonen Vic-sur-Aisne som ligger i arrondissementet Soissons. År 2022 hade Osly-Courtil 325 invånare.

## Befolkningsutveckling
Antalet invånare i kommunen Osly-Courtil
Referens: INSEE